# Chrysopilus maerens
Chrysopilus maerens är en tvåvingeart som först beskrevs av Friedrich Hermann Loew 1873.  Chrysopilus maerens ingår i släktet Chrysopilus och familjen snäppflugor. Inga underarter finns listade i Catalogue of Life.